# Vlaardingen

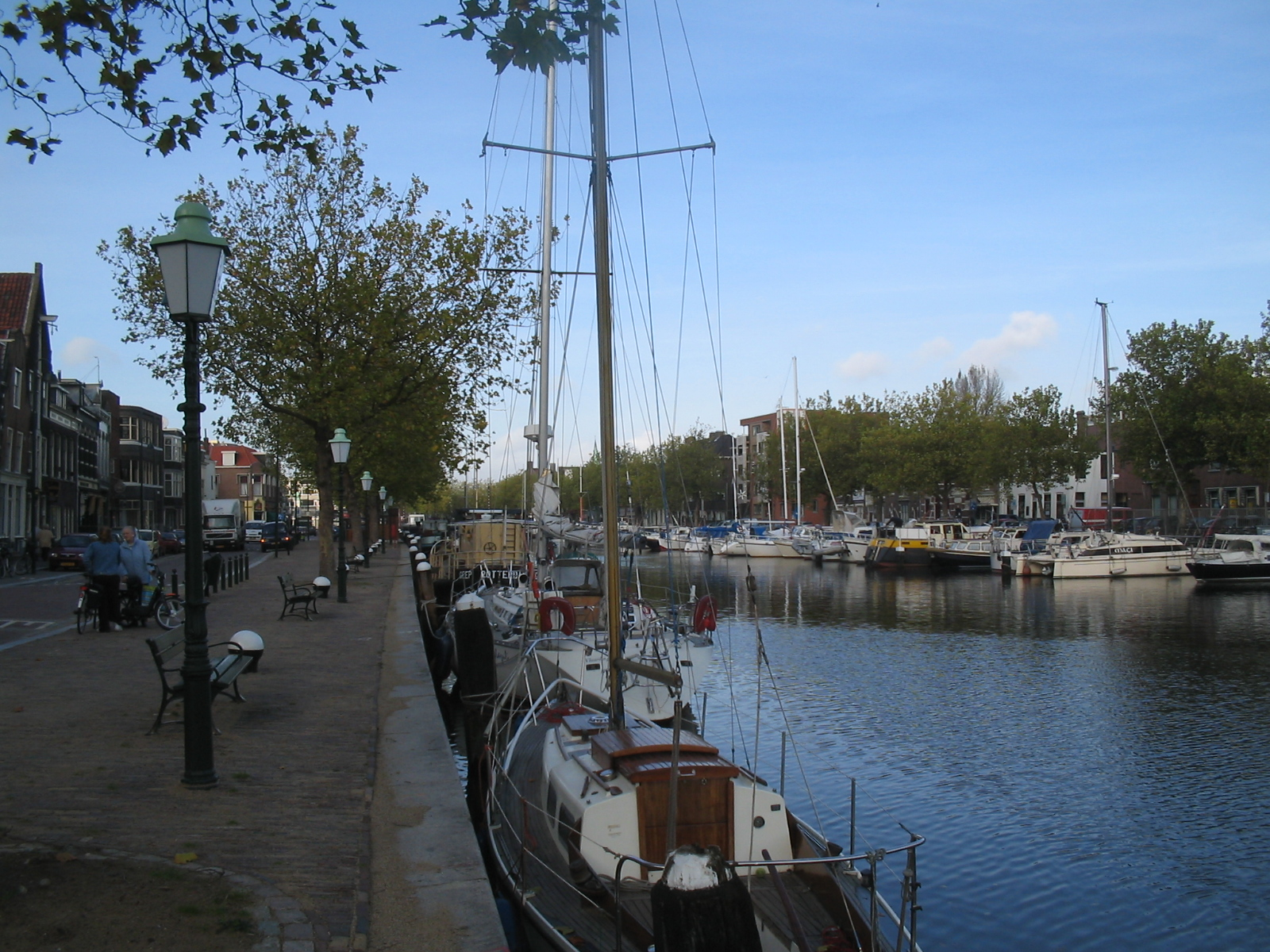
Gamla hamnen i Vlaardingen.

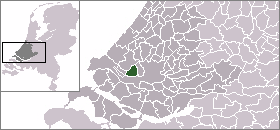
Lägeskarta

Vlaardingen är en kommun i provinsen Zuid-Holland i Nederländerna. Kommunens totala area är 26,71 km² (där 2,95 km² är vatten) och invånarantalet är på 74 058 invånare (2004).